# 綠羽珊瑚
綠羽珊瑚是羽珊瑚屬、羽珊瑚科的一個種。珊瑚程螢光綠或黃綠色, 珊瑚蟲長約4-5 cm, 橫截面呈橢圓形, 直徑約8 mm, 相鄰的珊瑚蟲之間會有管狀組織連結。由於珊瑚蟲的形狀，它們有時會以“clove polyps”等奇特名稱進行交易。 綠羽珊瑚珊瑚是非常常見的物種， 該種長期被錯誤認為Anthelia屬，因為其形狀相似，但是還是有差別的，因為它缺乏在羽珊瑚中的珊瑚蟲收縮時留下的匍匐莖。

## 分布
分布於日本沖繩、台灣沿岸、印尼群島、菲律賓等，東亞地區。而且因為與蟲黃藻是共生關係，所以他們只能生活在淺水海域。

## 習性
綠羽珊瑚是種群居型珊瑚，這代表它們形成了許多單個珊瑚蟲連接在一起的珊瑚體，而且它們沒有鈣化骨骼結構。
綠羽珊瑚是一種具有堅硬外殼的軟珊瑚，使它們更容易飼養。它們生長得非常快速。 就防禦能力，綠羽珊瑚也是最具攻擊性的， 當它們被其他珊瑚蜇傷或暴露於這些毒性時，它們經常會受到損害，甚至開始失去觸手。

## 生病
如果綠羽珊瑚開始生病，珊瑚會保持閉合狀態—有時會持續數週。 只有當珊瑚開始出現腐爛（類似菌類的生長，難聞的腐爛氣味）時，它才算是死亡。 

## 資料來源
1. ↑  . 臺灣生命大百科.   [2023-09-10]. （原始内容存档于2023-09-07） （中文（繁體））.
2. ↑  . www.marinespecies.org.   [2023-09-10]. （原始内容存档于2022-10-03）.
3. ↑  . www.gbif.org.   [2023-09-10]. （原始内容存档于2023-09-10） （中文（臺灣））.
4. ↑  . Reef Aquarium.   [2023-09-10]. （原始内容存档于2023-05-28） （美国英语）.
5. ↑  . www.whitecorals.com.   [2023-09-10]. （原始内容存档于2023-09-10）.